# Giftige pattedyr
Giftige pattedyr er en gruppe dyr af klassen pattedyr, der producerer giftstoffer, som de bruger til at forsvare sig med eller dræbe/uskadeliggøre bytte.
En af de få giftige pattedyr, som findes, er  næbdyret fra Australien og Tasmanien, hvor hannerne har en pig på indersiden af foden. Den er forbundet med en giftkirtel og bruges af hannerne i indbyrdes kampe og som forsvar. Giften er smertefuld for mennesker og oftest dødelig for mindre dyr.
Nogle andre giftige pattedyr er en række forskellige spidsmuse-arter, der har et giftigt spyt.
Også den rottelignende insektæder solenodont (Solenodon paradoxus), er giftig. Giftet formidles via tænderne og bruges til jagt.